# Тилли, Фридрих Георг
Фридрих Георг Тилли (нем. Friedrich Georg Tilly; 1742 — 1811) — государственный деятель Речи Посполитой, второй прусский Президент Варшавы.
Прусский офицер. В 1794 году принимал участие в осаде и штурме Варшавы. Лично проводил переговоры с А. В. Суворовым о передаче прусским властям польской столицы
В оккупированном городе Фридрих Георг Тилли вместе с губернатором Кёхлером руководил Тайной государственной полицией.
По приказу прусских властей в 1799 году стал президентом Варшавы и выполнял обязанности до вступления в город французской наполеоновской армии под командованием маршала Мюрата 27 ноября 1806 года.
Прусские части ещё раньше оставили Варшаву и отступили на восток за Вислу, вместе с русской армией, пришедшей им на помощь. Наполеон прибыл в Варшаву 19 декабря того же года.